# Reštovo Žumberačko
Reštovo Žumberačko – wieś w Chorwacji, w żupanii zagrzebskiej, w gminie Žumberak. W 2011 roku liczyła 14 mieszkańców.